# Alexander von Adelung
Alexander von Adelung (* 28. Januar 1860 in Stuttgart; † 23. Januar 1915 in Berlin-Wilmersdorf) war ein Pomologe (Obstbaukundler).

## Leben

### Herkunft und Familie
Alexander war Angehöriger der von seinem Großvater Friedrich von Adelung (1768–1843) begründeten russischen Adelsfamilie Adelung. Seine Eltern waren der württembergische Geheimrat und Sekretär von Olga von Württemberg Nikolaus von Adelung (1809–1878) und Alexandrine von Schubert (1824–1901). Er war ein Bruder der Schriftstellerin Olga von Adelung (1864–1952), des russischen Entomologen Nikolaus von Adelung (1857–1917) und der Malerin Sophie von Adelung (1850–1927) sowie ein Cousin des Meteorologen Wladimir Köppen (1846–1940) und der Mathematikerin Sofja Kowalewskaja (1850–1891).
Er vermählte sich am 30. Juli 1896 in Backnang mit Elise Hess (1878–1959). Aus der Ehe ging die Tochter Elisabeth (* 1897) hervor.

### Werdegang
Adelung besuchte nach der Schule von Herbst 1876 bis Mai 1879 das Polytechnikum in Stuttgart. Studien in München und St. Petersburg schlossen sich an, bevor am 1. April 1882 für ein Studium der Landwirtschaft an der Universität Hohenheim einschrieb. Bereits im Herbst 1882 wechselte er erneut, dieses Mal nach Heidelberg, wo er bis August 1887 blieb und zum Dr. phil. promoviert wurde.
In der festen Absicht, ein landwirtschaftliches Gut zu errichten, erwarb er am 28. Juni 1895 Ländereien in Backnang. Bis 1896 wurde ebd. ein Wohn- und Ökonomiegebäude und ein Remisengebäude nach Plänen des Architekten Karl Maisenbacher errichtet. Er vergrößerte seinen Besitz, den er nach seiner Ehefrau „Elisenhof“ nannte, noch einmal durch Zukauf am 18. August 1896 und begann neben der Bewirtschaftung mit der Anlage eines Parkes. Der thematische Schwerpunkt der Wirtschaft lag auf dem Obstbau. So gehörte Adelung auch zu den Initiatoren des Backnanger Bezirks-Obstbau-Vereins, dem er von Februar bis November 1901 auch vorstand.
Vermutlich im Zusammenhang mit einem russischen Dienstverhältnis, welches wohl bereits seit seiner Studienzeit bestanden hat, verzog die Familie Adelung 1901 nach Innsbruck. Der Elisenhof wurde seitdem verpachtet und beherbergte seit 1908 eine Präparandenanstalt. Bereits im Jahr 1905 verzog die Familie erneut nach Berlin, wo Adelung zwar verstarb, jedoch in Stuttgart beigesetzt wurde. Er war zeitlebens russischer Staatsbürger. Seine Frau und Tochter bis 1917 ebenso, dann bis 1926 Sowjetbürgerinnen. 
Die kurze Zeit (1895–1901) des Wirkens Adelungs in Backnang wird als beispielhaft beschrieben. Es fanden auf dem Gut zahlreiche Ausstellungen, Vorträge und Präsentationen statt. Mehrfach konnte Adelung mit seinen Produkten Auszeichnungen an sich ziehen.
Das Obstgut Backnang ist inzwischen von der ursprünglichen Randlage baulich eingeschlossen und stellt heute mit seinem als „Zierde und Belebung der Backnanger Landschaft“ beschriebenem Gutshaus und dem umgebenden Park mit seinem aus der Errichtung stammendem Baumbestand ein lokales Kleinod dar.